# The Songs of Distant Earth
The Songs of Distant Earth – szesnasty album studyjny brytyjskiego muzyka, Mike’a Oldfielda. Został wydany w 1994 roku. Mike Oldfield zaczerpnął tytuł albumu z powieści s-f Pieśni dalekiej Ziemi (The Songs of Distant Earth) Arthura C. Clarke'a. W pierwszym utworze z albumu, „In the Beginning”, są zamieszczone słowa wypowiedziane przez astronautę Williama Andersa, podczas jego lotu wokół Księżyca w ramach misji Apollo 8 (1968). Jest to fragment Księgi Rodzaju 1, 1-3 z Biblii króla Jakuba.

## Spis utworów
Album zawiera:
1. „In the Beginning” – 1:24
2. „Let There Be Light” – 4:57
3. „Supernova” – 3:23
4. „Magellan” – 4:40
5. „First Landing” – 1:16
6. „Oceania” – 3:19
7. „Only Time Will Tell” – 4:26
8. „Prayer for the Earth” – 2:09
9. „Lament for Atlantis” – 2:43
10. „The Chamber” – 1:48
11. „Hibernaculum” – 3:32
12. „Tubular World” – 3:22
13. „The Shining Ones” – 2:59
14. „Crystal Clear” – 5:42
15. „The Sunken Forest” – 2:37
16. „Ascension” – 5:49
17. „A New Beginning” – 1:37